# بانک کانال سوئز
بانک کانال سوئز (عربی: بنك قناة السويس) شرکت خدمات مالی و بانکداری مصری است، که در سال ۱۹۷۸ تأسیس شد.